# Panarthropoda
Panarthropoda (či Arthropoda v širším smyslu) je skupina patřící mezi ecdysozoa, která zahrnuje kmeny členovci (Arthropoda), drápkovci (Onychophora) a želvušky (Tardigrada). Vyznačují se tělní segmentací, ventrální nervovou soustavou a párovými končetinami na břišní straně těla s jedním či dvěma drápky na konci.

## Systém
Monofylie panarthropod se považuje za jistou, pouze příslušnost želvušek do této skupiny byla nejistá
(většina znaků typických pro panarthropoda u nich chybí, nejspíš kvůli miniaturizaci těla). Vzájemné vztahy mezi níže uvedenými kmeny jsou nejasné, ve hře zůstává možnost bližší příbuznosti drápkovců a členovců.
| Tactopoda | \| \| členovci \| \| \| \| \| \| želvušky \| \| \| \| |
|           | \| \| členovci \| \| \| \| \| \| želvušky \| \| \| \| |
|           | drápkovci                                             |
|           |                                                       |
|           | členovci                                              |
|           |                                                       |
|           | želvušky                                              |
|           |                                                       |

|  | členovci |
|  |          |
|  | želvušky |
|  |          |